# Прибилів
Приби́лів — село Тлумацької міської громади Івано-Франківського району Івано-Франківської області.

## Географія
У селі бере початок потік Дустрів.

## Історія
Першу письмову згадку про село датовано 1437 роком.
У 1900 р. в селі налічувалось 1 018 жителів, з них: грекокатоликів — 878, римокатоликів — 86, юдеїв — 54. Польською адміністрацією проводилась політика ополячення і заселення Галичини поляками, тому панський маєток був розпарцельований (розділений) між польськими колоністами і латинниками.
У 1934—1939 рр. село входило до об'єднаної сільської ґміни Тарновіца Польна Тлумацького повіту.
У 1939 році в селі проживало 1 500 мешканців, з них 1 200 українців-грекокатоликів, 200 українців-римокатоликів, 20 поляків, 60 польських колоністів міжвоєнного періоду, 20 євреїв
Відповідно до Розпорядження Кабінету Міністрів України від 12 червня 2020 року № 714-р «Про визначення адміністративних центрів та затвердження територій територіальних громад Івано-Франківської області» увійшло до складу Тлумацької міської громади.

## Економіка та інфраструктура
В селі є кар'єр з видобування піску, пошта, сільська рада, медпункт, кілька крамниць. Дороги поки ще поганенькі.

## Освіта та культура
В селі є НВК — навчально-виховний комплекс І-ІІ ступенів (з садочком). Директор школи Когутяк Володимир Євстахович. У 2010 році відбулося урочисте святкування — 120 років із дня заснування школи і 30 років із переходу до нового приміщення.
В селі є Будинок культури, який активно проводить свою діяльність.

## Спорт
В селі розвинутий спорт, а саме футбол та волейбол. Неодноразово вигравалися престижні нагороди та займалися перші місця у змаганнях.